# Neogymnobates donghaksaensis
Neogymnobates donghaksaensis är en kvalsterart som först beskrevs av Choi 1986.  Neogymnobates donghaksaensis ingår i släktet Neogymnobates och familjen Ceratozetidae. Inga underarter finns listade i Catalogue of Life.